# إل بورغو دي إبرو
بلدية إل بورغو دي إبرو (بالإسبانية: El Burgo de Ebro) هي بلدية تقع في مقاطعة سرقسطة التابعة لمنطقة أراغون شمال شرق إسبانيا.

## الديموغرافيا
بلغ عدد سكان بلدية إل بورغو دي إبرو 2.341 نسمة عام 2011 (وفقاً للمعهد الوطني الإسباني للإحصاء).
| 1.447 | 1.531 | 1.682 | 1.894 | 2.101 | 2.298 | 2.341 |